# 紐約州同性婚姻

虹色纽约州地图

纽约州同性婚姻法案在2011年6月24日在纽约州立法机构中获得通过。法案稍后由纽约州州长安德鲁·库默在24日午夜前签署，该项法律将会在30天后生效。
2006年，紐約上訴法院裁定紐約州並無賦予同性婚姻的憲法權利。  儘管如此，2008年5月14日，紐約州州長大衛·帕特森發布命令，要求紐約所有州政府機構承認其他司法管轄區的既有同性婚姻。另外，州法院現已承認加拿大同性婚姻的公共利益、繼承和離婚權利。
根據近期民調，紐約州有多數人民支持合法化同性婚姻，紐約州眾議院也多次通過同性婚姻議案。然而，2009年12月2日，紐約州參議院以38比24票否決同性婚姻合法化法案。经共和党人和州长安德鲁·库默的谈判，确保了宗教团体和非营利组织免受歧视诉讼后，2011年6月24日，同性婚姻法案在州参议院以33对29票获得通过。州长安德鲁·库默于当天晚上签署了该法案，并将在2011年7月24日开始生效。

## 外部連結
- 《艾南德茲訴羅伯斯案》（Hernandez v. Robles）原文 （页面存档备份，存于）（英文）